# Mieczysław Wajnberg: String Quartets nos. 11, 12 & 13
Mieczysław Wajnberg: String Quartets Nos. 11, 12 & 13 lub Mieczysław Wajnberg vol. 3 – album Kwartetu Śląskiego z muzyką współczesną Mieczysława Wajnberga, wydany 19 kwietnia 2019 przez CD Accord (nr kat. ACD 250). To trzeci album z cyklu kompletującego kwartety smyczkowe Wajnberga w wykonaniu Kwartetu Śląskiego (tu znajdziemy Kwartety Smyczkowe XI, XII i XIII). Dwie nominacje do Fryderyków 2020 w kategoriach: Album Roku Muzyka Kameralna i Najwybitniejsze Nagranie Muzyki Polskiej.

## Lista utworów

### String Quartet No. 11 Op. 89 (1965)
- 1.	Allegro Assai	 6:13
- 2.	Allegretto	 3:04
- 3.	Adagio Semplice	 4:55
- 4.	Allegro Leggiero 4:44

### String Quartet No. 12 Op. 103 (1969–70)
- 5.	Largo	         6:44
- 6.	Allegretto	 5:06
- 7.	Presto	         6:01
- 8.	Moderato	 10:59

### String Quartet No. 13 Op. 118 (1977)
- 9.	String Quartet No. 13 Op. 118 (1977)	13:32

## Wykonawcy
- Kwartet Śląski: Szymon Krzeszowiec (I skrzypce), Arkadiusz Kubica (II skrzypce), Łukasz Syrnicki (altówka), Piotr Janosik (wiolonczela)